# Moldova a 2022. évi téli olimpiai játékokon
Moldova a kínai Pekingben megrendezett 2022. évi téli olimpiai játékok egyik részt vevő nemzete volt. Az országot az olimpián 2 sportágban 5 sportoló képviselte, akik érmet nem szereztek.

## Biatlon
Férfi
| Versenyző      | Versenyszám            | Időeredmény | Lövőhiba    | Helyezés |
| -------------- | ---------------------- | ----------- | ----------- | -------- |
| Pavel Magazeev | 20 km egyéni indításos | 52:41,7     | 2 (1+1+0+0) | 26.      |
| Pavel Magazeev | 10 km sprint           | 27:25,1     | 3 (2+1)     | 79.      |
| Maksim Makarov | 10 km sprint           | 29:45,6     | 5 (2+3)     | 93.      |

Női
| Versenyző      | Versenyszám            | Időeredmény | Lövőhiba    | Helyezés |
| -------------- | ---------------------- | ----------- | ----------- | -------- |
| Alla Ghilenko  | 15 km egyéni indításos | 52:28,3     | 2 (0+1+0+1) | 72.      |
| Alla Ghilenko  | 7,5 km sprint          | 26:04,6     | 4 (2+2)     | 86.      |
| Alina Stremous | 15 km egyéni indításos | 49:07,5     | 4 (1+2+0+1) | 37.      |
| Alina Stremous | 7,5 km sprint          | 21:59,5     | 0 (0+0)     | 10.      |
| Alina Stremous | 10 km üldözőverseny    | 38:01,3     | 2 (0+0+1+1) | 16.      |
| Alina Stremous | 12,5 km tömegrajtos    | 47:30,0     | 9 (1+2+3+3) | 30.      |

## Szánkó
| Versenyző      | Versenyszám | 1. futam | 1. futam | 2. futam | 2. futam | 3. futam | 3. futam | 4. futam | 4. futam | Összesítés | Összesítés |
| Versenyző      | Versenyszám | Idő      | Hely.    | Idő      | Hely.    | Idő      | Hely.    | Idő      | Hely.    | Idő        | Helyezés   |
| -------------- | ----------- | -------- | -------- | -------- | -------- | -------- | -------- | -------- | -------- | ---------- | ---------- |
| Doina Descalui | Női egyes   | 1:01,928 | 34.      | 1:02,129 | 31.      | 1:02,174 | 32.      | kiesett  | kiesett  | 3:06,294   | 32.        |